# Rupela nivea
Rupela nivea là một loài bướm đêm trong họ Crambidae.